# Eugeniusz Abrahamowicz
Eugeniusz Abrahamowicz (8. června 1851 Hlyboka – 5. ledna 1905 Stryj) byl rakouský šlechtic, právník a politik polské národnosti z Haliče, na přelomu 19. a 20. století poslanec Říšské rady.

## Biografie
Jeho bratrancem byl politik Dawid Abrahamowicz. Eugeniusz vystudoval práva na Lvovské univerzitě a nastoupil pak do státní služby. Postupně postoupil až k vrchnímu zemskému soudu.
Byl i poslancem Říšské rady (celostátního parlamentu Předlitavska), kam usedl ve volbách roku 1891 za kurii velkostatkářskou v Haliči. Mandát zde obhájil ve volbách roku 1897 a volbách roku 1901. V poslanecké sněmovně setrval do své smrti roku 1905. Pak ho nahradil Włodzimierz Kozłowski-Bolesta. Ve volebním období 1891–1897 se uvádí jako rytíř Eugen von Abrahamowicz, rada c. k. zemského soudu, bytem Chodoriv. Od roku 1904 byl předsedou parlamentního imunitního výboru.
Po volbách roku 1891 se uvádí jako kandidát Polského klubu. V roce 1897 je uváděn jako oficiální polský kandidát. Jako kandidát Polského klubu je uváděn i ve volbách roku 1901.
Zemřel v lednu 1905 náhle na srdeční mrtvici na svém statku.